# Musa Manarov
Musa Chiramanovič Manarov, rusky Муса Хираманович Манаров, (* 22. března 1951 Baku, Ázerbájdžánská SSR) je bývalý sovětský letecký inženýr a kosmonaut. V letech 1987 a 1990 se zúčastnil na lodích Sojuz letů do vesmíru jako palubní inženýr, pracoval ve dvou základních posádkách orbitální stanice Mir. Na oběžné dráze strávil 541 dní.

## Život
Narodil se v Baku v Ázerbájdžánské SSR v rodině důstojníka. Střední školu dokončil v roce 1968 ve městě Alatyr v Čuvašské ASSR. Na Fakultě radioelektroniky leteckých systémů Moskevského leteckého institutu vystudoval v roce 1974 specializaci radioinženýr.
8. prosince 1978 byl vybrán do oddílu kosmonautů Eněrgija, prodělal základní kosmonautický výcvik a pak byl začleněn do skupiny, kde se připravovali palubní inženýři pro lety raketoplánu Buran. Od roku 1982 byl zařazen do skupiny připravující se na lety k orbitální stanici Saljut 7, kde byl členem několika záložních posádek. Poté byl přeřazen do programu letů na orbitální stanici Mir. V letech 1984–1985 se připravoval se na funkci palubního inženýra.
Žije v Moskvě. V letech 2007-2011 byl poslancem Státní dumy za Jednotné Rusko.
Musa Manarov je ženatý s lékařkou Nailyou Manarovou a má dceru Naidu (1980) a syna Zaura (1981).

## Lety do vesmíru

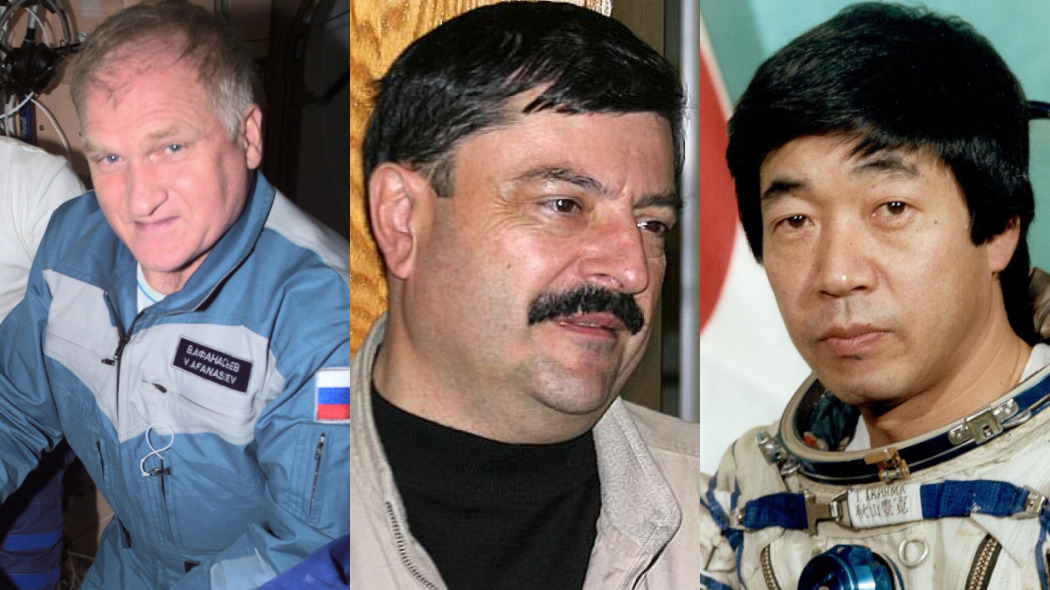
Posádka kosmické lodi Soyuz TM-11

První start do vesmíru absolvoval 21. prosince 1987 v kosmické lodi Sojuz TM-4. Z kosmodromu Bajkonur s ním do vesmíru letěl velitel letu Vladimir Titov a kosmonaut-výzkumník Anatolij Levčenko. Po dvoudenním samostatném letu se kosmická loď úspěšně spojila s orbitálním komplexem Mir. Kosmonauti Titov a Manarov tvořili 3. základní posádku stanice (EO-3), Levčenko se po týdnu vrátil na Zem s předchozí posádkou. Na palubě Miru pracovali celý rok, věnovali se fyzikálním i biologickým experimentům, astronomickým pozorováním a údržbě stanice. Musa Manarov se během letu třikrát účastnil výstupu do vesmíru, mimo prostory stanice pracoval 13 hodin a 47 minut. Na Zemi se kosmonauti vrátili kosmickou lodí Sojuz TM-7 spolu s Francouzem Jean-Loupem Chrétienem. Přistáli 21. prosince 1988 v kazašské stepi.
Podruhé se do vesmíru dostal o dva roky později. Kosmická loď Sojuz TM-11 k orbitální stanici Mir odstartovala 2. prosince 1990. Musa Manarov spolu s Viktorem Afanasjevem pracovali na Miru jako 8. základní posádka stanice až do května 1991. Během tohoto letu Musa Manarov při čtyřech výstupech do vesmíru strávil mimo stanici 20 hodin a 45 minut. Spolu se svým velitelem Afanasjevem a s Helen Sharmanovou ze Spojeného království přistáli v Kazachstánu 26. května 1991. Během tohoto letu Manarov navazoval a udržoval spojení s radioamatéry z celého světa. Používal volací značku U2MIR.

## Ocenění, vyznamenání
- Hrdina Sovětského svazu a Leninův řád – 21. prosince 1988
- Řád čestné legie – 1989